# 高津和彦
高津 和彦（こうず かずひこ、1951年8月25日 - ）は、日本の実業家。スピーチトレーナー、セミナー講師、フリーアナウンサー、通訳者、司会者としても活動。大阪府出身。関西大学法学部卒業。カナダ・カルガリー大学政治学科卒業。
株式会社ベストスピーカー教育研究所代表取締役、服部天神宮学園服部幼稚園理事。

## 略歴
東海興業株式会社イラク農業省プラント工事渉外担当、日本電産株式会社外国部を経て、日本テープ株式会社代表取締役に就任。社長業のかたわら、サン放送アカデミーに入学、卒業後はFM大阪『アメリカンミュージックステーション』他、テレビ・ラジオ番組を担当。アル・ゴア元アメリカ合衆国副大統領が来日した折には、歓迎レセプションで通訳・司会を務めた。2004年、話し方セミナー・ベストスピーカーを、2006年プレゼンテーションセミナー・ベストプレゼンを設立、両セミナーの代表を務めるとともに、主任講師を兼任する。2011年～2012年まで神戸電子専門学校の非常勤講師として、また2012年4月～2017年3月まで大阪工業大学客員教授として、学生のプレゼンテーション指導にあたる。2013年12月、日本テープ株式会社セミナー部門を法人化し株式会社ベストスピーカー教育研究所を設立、代表取締役に就任する。

## 著作
- 『あがってしまうシーンでも相手にきちんと伝わる「話し方」の授業』（日本実業出版社）
- 『あたりまえだけどなかなかできない話し方のルール』（明日香出版社）
- 『出会って5秒でひきつける！人に好かれる話し方』（PHP研究所）
- 『5秒でググッと引きつける！プレゼンの達人』（PHP研究所）
- 『1日5分 自分を変える練習ノート』（中経出版）
- 『突然の指名をパターンで乗り切る！スラスラ浮かぶスピーチのネタ』（同文舘出版）